# 龍・拡・散
龍・拡・散（りゅうかくさん）（英語:Dragon Diffusion）は、エフエム北海道（AIR-G'）で放送されていたラジオ番組。

## 概要
前番組である「龍・W・F」の後番組として開始した。番組名は出演者であるDJ龍太が龍角散の愛用者であるため、DJ龍太の「龍」と龍角散の「龍」を掛け合わせたもので、DJ龍太を有名にすべく新しいことを行うコンセプトとした。
普段は毎週金曜夜7時から録音をしている。

## 放送時間
- 日曜深夜 24:00 - 25:00

## 出演・ディレクター
- DJ龍太 - 前番組「龍・W・F」から続投。
- スタッフつー

## 主なコーナー
メッセージ紹介
番組宛てに届いたメールやLINEのメッセージを龍太が紹介していく。
DJ龍太のちょっとエッチなハナシ
龍太が経験した性に関するエピソードやリスナーからの性や男女間の悩み、質問に答えるコーナー。
DJ龍太歌ってみる
毎週、リスナーから龍太へ歌ってほしい曲のリクエストを募集し、その曲を龍太が歌うコーナー。
GUEST ZONE
毎週、龍太がゲストを迎えてトークをするコーナー。
トワイライトゾンビ
不定期で行われる企画。龍太が自身の心霊体験を語る GTR から続くコーナー。